# Критический дискурс-анализ
Крити́ческий ди́скурс-ана́лиз (англ. Critical discourse analysis) — разновидность дискурс-анализа, разработанная Норманом Фейрклаф, в которой утверждается, что дискурс — лишь один из множества аспектов любой социальной практики. Для критического дискурс-анализа основной областью интереса является исследование изменений дискурса, которые происходят благодаря интертекстуальности — механизму, с помощью которого отдельный текст привлекает элементы и дискурсы других текстов. Комбинация элементов различных дискурсов ведёт к изменению определённого дискурса, и, следовательно, — к изменению социо-культурного мира.
Противопоставление дискурсивного и не-дискурсивного в данной теории — это отголосок марксизма, делающий её менее постструктуралистской, чем другие теории, развивающие социально-конструкционистские взгляды на понимание дискурса.